# برونو خوسيه
برونو خوسيه هو لاعب كرة قدم برازيلي في مركز الهجوم، ولد في 1998 في مونتي سياو في البرازيل. لعب مع نادي بوتافوغو اس بي.

## وصلات خارجية
- برونو خوسيه على موقع رابطة كرة القدم اليابانية للمحترفين (اليابانية)
- برونو خوسيه على موقع قاعدة بيانات كرة القدم.إي يو (الإنجليزية)
- برونو خوسيه على موقع Soccerway.com (الإنجليزية)